# Canthidium ruficolle
Canthidium ruficolle är en skalbaggsart som beskrevs av Ernst Friedrich Germar 1824. Canthidium ruficolle ingår i släktet Canthidium och familjen bladhorningar. Inga underarter finns listade.